# Nochum Partzovitz
 Nochum Partzovitz, né le 16 mars 1923 à Trakai, en Lituanie et mort le 26 novembre 1986, en Israël, est un Rosh Yeshiva de la Yechiva de Mir à Jérusalem.

## Biographie
Nochum Partzovitz est né le 16 mars 1923 à Trakai, en Lituanie. Il est le fils du rabbin Aryeh Tzvi Partzovitz et de Kira Partzovitznée Greenhaus. Elle est la fille du rabbin Nahum Greenhaus, Av Beth Din de Trakai, né en 1862 et mort le 24 février 1915 à Trakai et de Chaya Bracha Greenhaus (née Kagan), née le 23 janvier 1863 à Vilnius en Lituanie. Aryeh Tzvi Partzovitz est assassiné le 4 octobre 1941, à Trakai, en Lituanie, durant la Shoah.
Nochum Partzovitz épouse Ettel Shmulevitz, née le 11 mars 1932 et morte le 27 juillet 2012 à Jérusalem, en Israël, Elle est la fille du rabbin Chaim Leib Shmuelevitz (3 octobre 1902, Kaunas, Lituanie- 2 janvier 1979, Jérusalem, Israël) et de Chana Miriyam Shmuelevitz (née Finkel), Chana Miriyam Shmuelevitz est la fille de Eliézer Yehouda Finkel (Pologne et Jérusalem) et de Malka Finkel.

## Œuvres
- (he) Chidushei R'Nochum-Gittin[8]
- (he) Chidushei R'Nochum-Bava Kamma[8]
- (he) Chidushei R'Nochum-Bava Basra[8]
- (he) Chidushei R'Nochum-Bava Metzia[8]
- (he) Chidushei R'Nochum-Yevamos[8]